# Марк Понтий Лелиан Ларций Сабин
Марк Понтий Лелиан Ларций Сабин (лат. Marcus Pontius Laelianus Larcius Sabinus) — римский политический деятель первой половины II века.

## Биография
Он происходил из Нарбонской Галлии из семьи Понтийских Лелианцев, которые были римскими колонистами в Бетере (современный Безье, Франция). По материнской линии происходил из рода Ларциев сабинов.
Службу начал при правлении императора Адриана. Изначально был куратором по дорогам. В 122 году стал военным трибуном VI победоносного легиона в военном лагере Ветер (провинция Нижняя Германия), затем в Эбораке (провинция Британия). В 125 году стал квестором провинции Нарбонская Галлия. Впоследствии занял должности народного трибуна, претора и куратора по благоустройству города Цивитас Араузиценсий (современное г. Оранж, Франция).
С 140 по 141 год возглавлял I Минервин легион в городе Бонна (современный Бонн) в провинции Нижняя Германия. В 141—145 годах в качестве имперского легата пропретор правил провинцией Паннония.
В 145 году стал консулом-суффектом вместе с Квинтом Мусцием Приском. Ранее считалось, что Понтий занимал эту должность в 144 году, однако согласно последним сведениям это произошло в 145 году.
С 146 по 149 год в качестве имперского легата пропретор управлял провинцией Верхняя Паннония, а с 150 по 154 год провинцией Сирия. В 153 году восстановил власть империи над Пальмирой. В 162—166 годах участвовал в войне с Парфией как один из военных императора Луция Вера. За свою доблесть Понтий получил от Сената статую на форуме Траяна.
В 166—167 годах победоносно воевал во время Первой войны с маркоманами. Примерно в 175 году вошел в коллегии понтификов, фециалов, жрецов императора Вера). Он умер примерно в 180 году.